# Dancing with Mr. D
Singles de The Rolling Stones
Angie / Silver Train
(1973) It's Only Rock 'n Roll (But I Like It)
(1974)
Clip vidéo
[vidéo] « «Dancing with Mr. D» », sur YouTube
Pistes de Goats Head Soup
100 Years Ago
(2)
Dancing with Mr. D est une chanson du groupe de rock britannique The Rolling Stones parue le 31 août 1973 sur l'album Goats Head Soup et en décembre 1973 sur la face B du single Doo Doo Doo Doo Doo (Heartbreaker).

## Enregistrement
L'enregistrement a duré de novembre 1972 à janvier 1973. Entre mai et juin 1973, le travail d'ajouts et de mastering a été effectué. Ils ont commencé aux studios Dynamic Sound à Kingston, en Jamaïque. La suite du travail se déroule au studio Village Recorders à Los Angeles et aux studios Island Recording à Londres.
Billy Preston joue du clavinet sur cette chanson. Il avait contribué à certaines chansons des Stones dans le passé et devient par la suite un accompagnateur régulier des prochains albums du groupe. Nicky Hopkins joue du piano, tandis que Rebop Kwaku Baah et Pascal jouent des percussions. Mick Taylor joue de la guitare slide tandis que Charlie Watts joue de la batterie.

## Analyse artistique
Écrite par Mick Jagger et Keith Richards, Dancing with Mr. D est une chanson chanson rock mélancolique, complortant des influences de funk comme sur la plupart des chansons de l'album. La chanson s'ouvre sur un jeu de guitare de Keith Richards répété en évidence tout du long de la chanson. Les paroles de Mick Jagger font allusion au flirt avec Succube ou avec la mort. La chanson est une excellente ouverture d'album studio des Stones au milieu des années 1970, après l'épopée tentaculaire d'Exile on Main St..

## Personnel
Crédités :
- Mick Jagger : chant, chœurs
- Keith Richards : guitare électrique, chœurs
- Mick Taylor : guitarra slide, basse
- Charlie Watts : batterie
- Billy Preston : clavinet
- Nicky Hopkins : piano
- Rebop Kwaku Baah : congas
- Pascal : percussions